# Loxosceles alamosa
Loxosceles alamosa là một loài nhện trong họ Sicariidae.
Loài này thuộc chi Loxosceles. Loxosceles alamosa được miêu tả năm 1983 bởi Gertsch & Ennik.